# Mecynometa torrei
Mecynometa torrei är en spindelart som beskrevs av Archer 1958. Mecynometa torrei ingår i släktet Mecynometa och familjen käkspindlar.
Artens utbredningsområde är Kuba. Inga underarter finns listade i Catalogue of Life.